# Semiothisa leighi
Semiothisa leighi är en fjärilsart som beskrevs av W. Warren 1904. Semiothisa leighi ingår i släktet Semiothisa och familjen mätare. Inga underarter finns listade i Catalogue of Life.